# 萊頓和旺斯特德 (英國國會選區)

選區在大倫敦的位置

萊頓和旺斯特德（英語：Leyton and Wanstead），英國國會一自治市選區，包括大倫敦北部沃爾瑟姆福里斯特區的六個地方選區和雷德布里奇區的兩個地方選區。
始設於1997年，一直支持工黨。2010年大選中約翰·克萊爾以43.6%選票首次勝出，接替退休的哈利·科亨。